# 命運談判局
《命運談判局》（丹麥語：Kapringen）是一部2012年的丹麥電影，由托比亞斯·林道赫姆執導並撰寫劇本，蘇連·梅靈及皮魯·艾斯貝克主演。

## 劇情
一首丹麥貨船於印度洋遭索馬里海盜騎劫，包括廚師米基〔祖漢·艾斯比飾〕在內的船員成了人質。船運公司高層彼德〔蘇連·梅靈飾〕遂與索求巨額贖金的海盜周旋，開展一場驚心動魄的心理角力。

## 角色
- 蘇連·梅靈（英语：Søren Malling） - Peter C. Ludvigsen（彼德），擅於排難解紛，滿有自信的船運公司高層。
- 皮魯·艾斯貝克 - Mikkel（米基），船上的廚師，已婚並育有一子。

## 獎項
本片榮獲2013年丹麥電影羅伯獎及寶黛獎最佳電影。